# Gran Premio di Francia 1961
Il Gran Premio di Francia 1961 si è svolto domenica 2 luglio 1961 sul circuito di Reims. La gara è stata vinta dall'esordiente Giancarlo Baghetti su Ferrari, alla prima vittoria in Formula 1. A completare il podio furono Dan Gurney su Porsche e da Jim Clark su Lotus.

## Qualifiche
| Pos              | N° | Pilota                  | Auto              | Squadra                    | Tempo  | Distacco |
| ---------------- | -- | ----------------------- | ----------------- | -------------------------- | ------ | -------- |
| 1                | 16 | Phil Hill               | Ferrari           | Scuderia Ferrari SpA SEFAC | 2:24.9 | -        |
| 2                | 20 | Wolfgang von Trips      | Ferrari           | Scuderia Ferrari SpA SEFAC | 2:26.4 | +1.5     |
| 3                | 18 | Richie Ginther          | Ferrari           | Scuderia Ferrari SpA SEFAC | 2:26.8 | +1.9     |
| 4                | 26 | Stirling Moss           | Lotus-Climax      | RRC Walker Racing Team     | 2:27.6 | +2.7     |
| 5                | 8  | Jim Clark               | Lotus-Climax      | Team Lotus                 | 2:29.0 | +4.1     |
| 6                | 22 | Graham Hill             | BRM-Climax        | Owen Racing Organisation   | 2:29.1 | +4.2     |
| 7                | 40 | John Surtees            | Cooper-Climax     | Yeoman Credit Racing Team  | 2:29.1 | +4.2     |
| 8                | 4  | Bruce McLaren           | Cooper-Climax     | Cooper Car Company         | 2:29.4 | +4.5     |
| 9                | 12 | Dan Gurney              | Porsche           | Porsche System Engineering | 2:29.6 | +4.7     |
| 10               | 6  | Innes Ireland           | Lotus-Climax      | Team Lotus                 | 2:29.8 | +4.9     |
| 11               | 24 | Tony Brooks             | BRM-Climax        | Owen Racing Organisation   | 2:29.9 | +5.0     |
| 12               | 50 | Giancarlo Baghetti      | Ferrari           | FISA                       | 2:30.5 | +5.6     |
| 13               | 10 | Jo Bonnier              | Porsche           | Porsche System Engineering | 2:30.5 | +5.6     |
| 14               | 2  | Jack Brabham            | Cooper-Climax     | Cooper Car Company         | 2:31.0 | +6.1     |
| 15               | 42 | Roy Salvadori           | Cooper-Climax     | Yeoman Credit Racing Team  | 2:31.2 | +6.3     |
| 16               | 36 | Masten Gregory          | Cooper-Climax     | Camoradi International     | 2:31.3 | +6.4     |
| 17               | 14 | Carel Godin de Beaufort | Porsche           | Ecurie Maarsbergen         | 2:31.8 | +6.9     |
| 18               | 44 | Jackie Lewis            | Cooper-Climax     | H&L Motors                 | 2:32.0 | +7.1     |
| 19               | 28 | Lucien Bianchi          | Lotus-Climax      | UDT Laystall Racing Team   | 2:33.4 | +8.5     |
| 20               | 48 | Willy Mairesse          | Lotus-Climax      | Team Lotus                 | 2:35.8 | +10.9    |
| 21               | 52 | Bernard Collomb         | Cooper-Climax     | Privato                    | 2:36.8 | +11.9    |
| 22               | 46 | Michael May             | Lotus-Climax      | Scuderia Colonia           | 2:37.9 | +13.0    |
| 23               | 32 | Maurice Trintignant     | Cooper-Maserati   | Scuderia Serenissima       | 2:38.8 | +13.9    |
| 24               | 38 | Ian Burgess             | Lotus-Climax      | Camoradi International     | 2:39.7 | +14.8    |
| 25               | 30 | Henry Taylor            | Lotus-Climax      | UDT Laystall Racing Team   | 2:40.8 | +15.9    |
| 26               | 34 | Giorgio Scarlatti       | De Tomaso-Osca    | Scuderia Serenissima       | 2:47.1 | +22.2    |
| Vetture ritirate |    |                         |                   |                            |        |          |
| NP               | 46 | Wolfgang Seidel         | Lotus-Climax      | Scuderia Colonia           | -      | -        |
| NP               | T  | Juan Manuel Bordeu      | Lotus-Climax      | UDT Laystall Racing Team   | -      | -        |
| WD               | 14 | Hans Herrmann           | Porsche           | Ecurie Maarsbergen         | -      | -        |
| WD               | 46 | Olivier Gendebien       | Emeryson-Maserati | Scuderia Colonia           | -      | -        |
| WD               | 54 | Brian Naylor            | JBW-Maserati      | JBW Cars                   | -      | -        |

## Gara
La vittoria rese Baghetti il primo e unico pilota capace di vincere all'esordio assoluto nella categoria, se si esclude la vittoria di Nino Farina al primo Gran Premio della storia della Formula 1 nel 1950 e quella di Johnnie Parsons nella 500 Miglia di Indianapolis 1950.

### Risultati
I risultati del GP sono stati i seguenti:
| Pos | N° | Pilota                  | Costruttore/Motore | Giri | Tempo/Ritiro                   | Griglia | Punti |
| --- | -- | ----------------------- | ------------------ | ---- | ------------------------------ | ------- | ----- |
| 1   | 50 | Giancarlo Baghetti      | Ferrari            | 52   | 2:14:17.5                      | 12      | 9     |
| 2   | 12 | Dan Gurney              | Porsche            | 52   | +0.1                           | 9       | 6     |
| 3   | 8  | Jim Clark               | Lotus-Climax       | 52   | +1:01.0                        | 5       | 4     |
| 4   | 6  | Innes Ireland           | Lotus-Climax       | 52   | +1:10.3                        | 10      | 3     |
| 5   | 4  | Bruce McLaren           | Cooper-Climax      | 52   | +1:41.8                        | 8       | 2     |
| 6   | 22 | Graham Hill             | BRM-Climax         | 52   | +1:41.9                        | 6       | 1     |
| 7   | 10 | Jo Bonnier              | Porsche            | 52   | +3:15.4                        | 13      |       |
| 8   | 42 | Roy Salvadori           | Cooper-Climax      | 51   | +1 giro                        | 15      |       |
| 9   | 16 | Phil Hill               | Ferrari            | 50   | +2 giri                        | 1       |       |
| 10  | 30 | Henry Taylor            | Lotus-Climax       | 49   | +3 giri                        | 25      |       |
| 11  | 46 | Michael May             | Lotus-Climax       | 48   | +4 giri                        | 22      |       |
| 12  | 36 | Masten Gregory          | Cooper-Climax      | 43   | +9 giri                        | 16      |       |
| 13  | 32 | Maurice Trintignant     | Cooper-Maserati    | 42   | +10 giri                       | 23      |       |
| 14  | 38 | Ian Burgess             | Lotus-Climax       | 42   | +10 giri                       | 24      |       |
| 15  | 18 | Richie Ginther          | Ferrari            | 40   | Pressione dell'Olio            | 3       |       |
| Rit | 26 | Stirling Moss           | Lotus-Climax       | 31   | Freni                          | 4       |       |
| Rit | 48 | Willy Mairesse          | Lotus-Climax       | 27   | Motore                         | 20      |       |
| Rit | 14 | Carel Godin de Beaufort | Porsche            | 23   | Surriscaldamento               | 17      |       |
| Rit | 28 | Lucien Bianchi          | Lotus-Climax       | 21   | Surriscaldamento               | 19      |       |
| Rit | 20 | Wolfgang von Trips      | Ferrari            | 18   | Motore                         | 2       |       |
| Rit | 34 | Giorgio Scarlatti       | De Tomaso-Osca     | 15   | Motore                         | 26      |       |
| Rit | 2  | Jack Brabham            | Cooper-Climax      | 14   | Pressione dell'olio            | 14      |       |
| Rit | 52 | Bernard Collomb         | Cooper-Climax      | 6    | Motore                         | 21      |       |
| Rit | 40 | John Surtees            | Cooper-Climax      | 4    | Incidente                      | 7       |       |
| Rit | 24 | Tony Brooks             | BRM-Climax         | 4    | Surriscaldamento               | 11      |       |
| Rit | 44 | Jackie Lewis            | Cooper-Climax      | 4    | Surriscaldamento               | 18      |       |
| NP  | 46 | Wolfgang Seidel         | Lotus-Climax       |      | Vettura utilizzata da May      |         |       |
| NP  | T  | Juan Manuel Bordeu      | Lotus-Climax       |      | T-car della Lotus UDT Laystall |         |       |
| WD  | 14 | Hans Herrmann           | Porsche            |      | Vettura utilizzata da Beaufort |         |       |
| WD  | 46 | Olivier Gendebien       | Emeryson-Maserati  |      | Vettura utilizzata da May      |         |       |
| WD  | 54 | Brian Naylor            | JBW-Maserati       |      | Vettura non pronta             |         |       |

## Statistiche

### Piloti
- 1° e unico podio per Giancarlo Baghetti
- 1° e unica vittoria per Giancarlo Baghetti
- 1º Gran Premio per Bernard Collomb e Giancarlo Baghetti
- 1° e unico Gran Premio per Juan Manuel Bordeu
- Ultimo Gran Premio per Giorgio Scarlatti

### Costruttori
- 33º Gran Premio per la Ferrari
- 1° podio per la Porsche
- 10° podio per la Lotus
- 1º Gran Premio per la De Tomaso

### Motori
- 33º Gran Premio per il motore Ferrari
- 1° podio per il motore Porsche

### Giri al comando
- Phil Hill (1-12, 18-37)
- Wolfgang von Trips (13-17)
- Richie Ginther (38-40)
- Giancarlo Baghetti (41-43, 45, 47, 50, 52)
- Jo Bonnier (44)
- Dan Gurney (46, 48-49, 51)

## Classifiche Mondiali

### Piloti
| Pos | Pilota             | Punti |
| --- | ------------------ | ----- |
| 1   | Phil Hill          | 19    |
| 2   | Wolfgang von Trips | 18    |
| 3   | Stirling Moss      | 12    |
|     | Richie Ginther     | 12    |
| 5   | Dan Gurney         | 9     |
|     | Giancarlo Baghetti | 9     |
| 7   | Jim Clark          | 8     |
| 8   | Olivier Gendebien  | 3     |
|     | Bruce McLaren      | 3     |
|     | Innes Ireland      | 3     |
| 11  | John Surtees       | 2     |
| 12  | Jack Brabham       | 1     |
|     | Graham Hill        | 1     |

### Costruttori
| Pos | Team          | Punti |
| --- | ------------- | ----- |
| 1   | Ferrari       | 30    |
| 2   | Lotus-Climax  | 16    |
| 3   | Porsche       | 9     |
| 4   | Cooper-Climax | 6     |
| 5   | BRM-Climax    | 1     |